# Carlo Albanesi
Carlo Albanesi (* 22. Oktober 1856 in Neapel; † 21. September 1926 in London) war ein italienischer Komponist und Pianist.
Albanesi wurde von seinem Vater, dem Pianisten und Komponisten Luigi Albanesi, auf eine Musikerkarriere vorbereitet. Er trat sehr jung als Pianist in Neapel auf. Nach erfolgreichen Konzerten in Neapel gab er auch ab 1872 Konzerte in Paris. 1878 ließ er sich dann dort nieder. 1882 zog er nach London und lehrte dort an der Royal Academy das Fach Klavier.  Er schrieb etwa 50 Werke unterschiedlichster Art. Hierunter befanden sich Orchesterstücke, Kammermusikwerke und Klaviersonaten.